# Бельгия на зимних Олимпийских играх 1964
Бельгия принимала участие в Зимних Олимпийских играх 1964 года в Инсбруке (Австрия) в восьмой раз за свою историю, пропустив Зимние Олимпийские игры 1960 года, но не завоевала ни одной медаль. Сборную страны представляли 8 человек: 7 мужчин и 1 женщина, они соревновались в 3 видах спорта:
- горнолыжный спорт
- бобслей
- конькобежный спорт.

Самой молодой участницей сборной была единственная женщина в её составе — 20-летняя горнолыжница Патрисия дю Руа де Бликки. Самым старшим участником бельгийской сборной был 31-летний бобслеист Тьери де Боршграв.

## Результаты

### Горнолыжный спорт

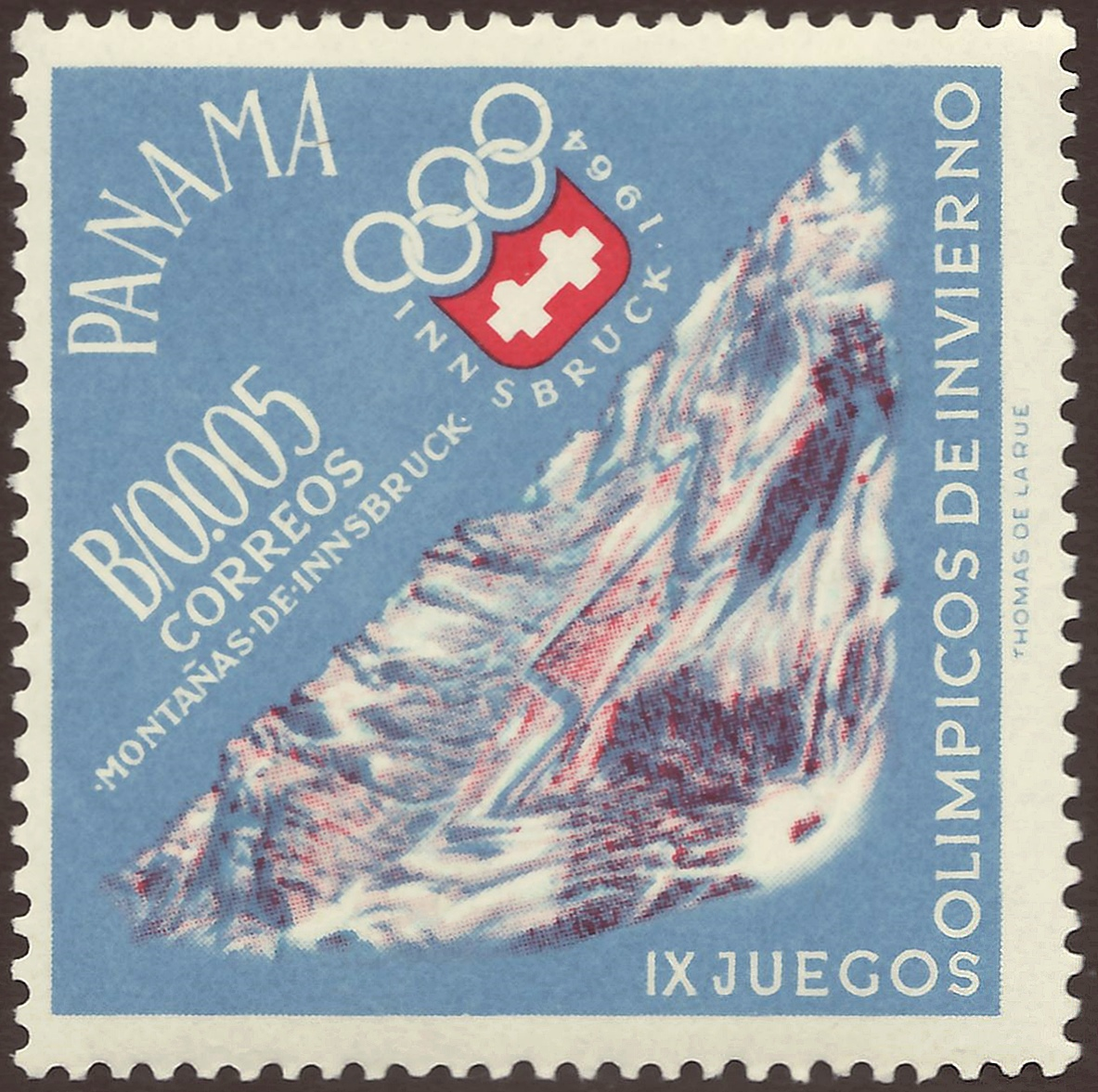
Панамская почтовая марка с изображением горного пейзажа вокруг Инсбрука. Выпущена к зимним Олимпийским играм 1964 года.

Соревнования прошли с 30 января по 8 февраля. Соревнования по скоростному спуску проходили на горе Пачеркофель, по остальным видам — возле деревни Аксамер Лицум. Это была первая олимпиада, на которой время фиксировалось с точностью до сотых долей секунды, а не до десятых. Данные соревнования одновременно считались соревнованиями 18-го чемпионата мира по горнолыжному спорту.
Женщины
| Спортсменка               | Соревнование      | 1 заезд | 1 заезд | 2 заезд | 2 заезд | Итог    | Итог  |
| Спортсменка               | Соревнование      | Время   | Место   | Время   | Место   | Время   | Место |
| ------------------------- | ----------------- | ------- | ------- | ------- | ------- | ------- | ----- |
| Патрисия дю Руа де Бликки | Скоростной спуск  |         |         |         |         | 2:01.41 | 13    |
| Патрисия дю Руа де Бликки | Гигантский слалом |         |         |         |         | 1:58.76 | 17    |
| Патрисия дю Руа де Бликки | Слалом            | 47.15   | 13      | 49.86   | 8       | 1:37.01 | 8     |

### Бобслей
Соревнования прошли с 31 января по 7 февраля. Новую трассу построили в семи километрах южнее Инсбрука, в местечке Игльс. Длина трассы составляла 1506 м при высоте в 138 м и среднем градиенте 9,2 %. Точка старта находилась на высоте 1133 м над уровнем моря, траектория имела 14 поворотов. Объект сдали в эксплуатацию к чемпионату мира 1963 года.
Мужчины
| Сани (боб) | Спортсмены                    | Соревнование     | 1 заезд | 1 заезд | 2 заезд | 2 заезд | 3 заезд         | 3 заезд | 4 заезд | 4 заезд | Итог            | Итог  |
| Сани (боб) | Спортсмены                    | Соревнование     | Время   | Место   | Время   | Место   | Время           | Место   | Время   | Место   | Время           | Место |
| ---------- | ----------------------------- | ---------------- | ------- | ------- | ------- | ------- | --------------- | ------- | ------- | ------- | --------------- | ----- |
| BEL-1      | Жан-Мари Бюйссе Клод Энглебер | Двойки (мужчины) | 1:09.53 | 20      | 1:10.01 | 20      | не финишировали | -       | -       | -       | не финишировали | -     |

| Сани (боб) | Спортсмены                                                               | Соревнование       | 1 заезд | 1 заезд | 2 заезд | 2 заезд | 3 заезд | 3 заезд | 4 заезд | 4 заезд | Итог    | Итог  |
| Сани (боб) | Спортсмены                                                               | Соревнование       | Время   | Место   | Время   | Место   | Время   | Место   | Время   | Место   | Время   | Место |
| ---------- | ------------------------------------------------------------------------ | ------------------ | ------- | ------- | ------- | ------- | ------- | ------- | ------- | ------- | ------- | ----- |
| BEL-1      | Жан де Кравез Тьери де Боршграв Шарли Буви Камиль Льенар Жан-Мари Бюйссе | Четвёрки (мужчины) | 1:07.46 | 18      | 1:05.56 | 17      | 1:06.51 | 16      | 1:06.31 | 15      | 4:25.84 | 17    |

### Конькобежный спорт

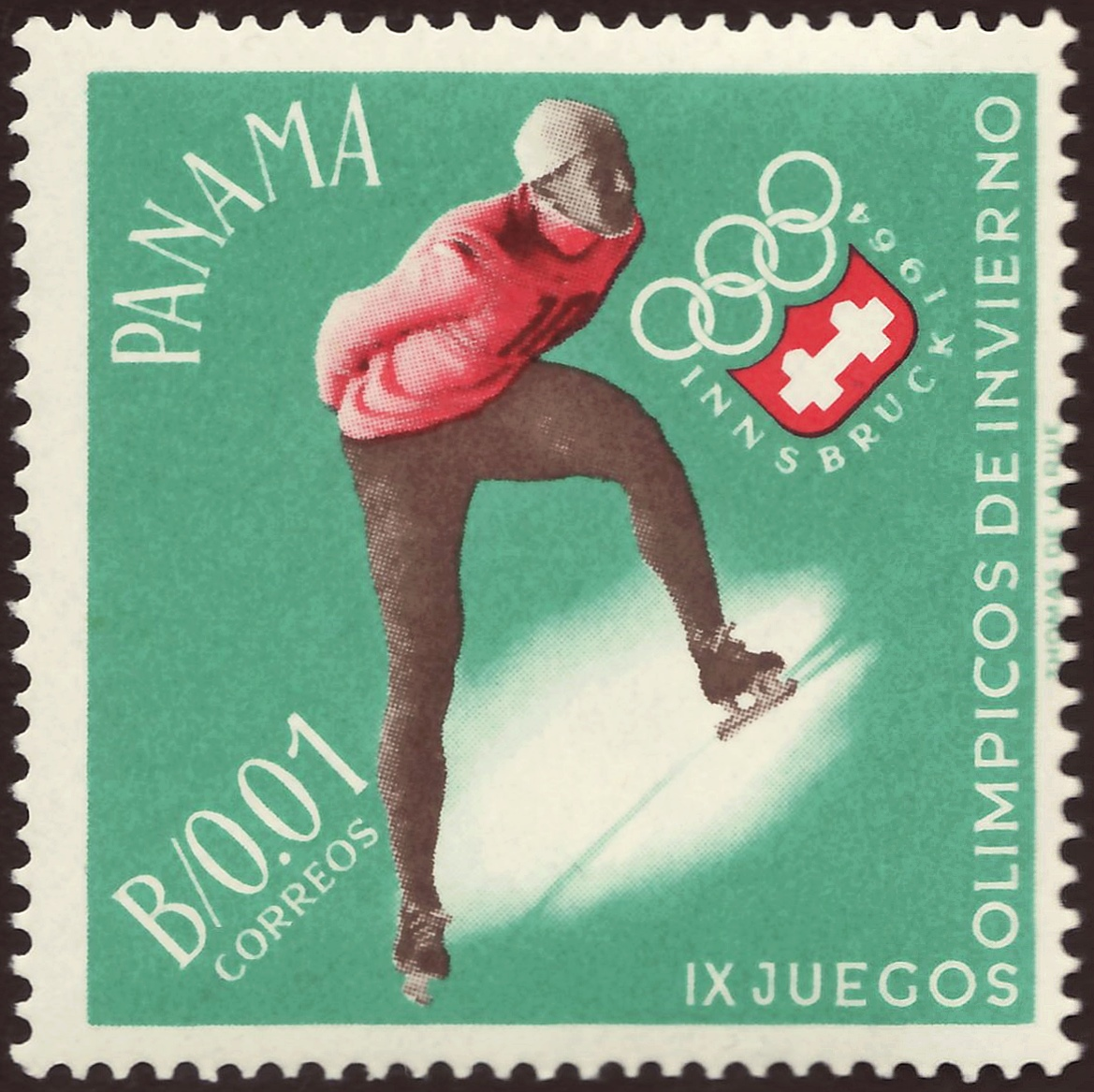
Почтовая марка, посвящённая соревнованиям по конькобежному спорту на зимних Олимпийских играх 1964 года в Инсбруке

Соревнования у мужчин прошли с 4 по 7 февраля. Забеги прошли на Олимпийском конькобежном катке Инсбрука с искусственным льдом, на высоте 542 метров над уровнем моря.
Мужчины
| Дистанция | Спортсмен      | Забег  | Забег |
| Дистанция | Спортсмен      | Время  | Место |
| --------- | -------------- | ------ | ----- |
| 500 м     | Франсуа Брюрен | 43.400 | 33    |